# Thraulodes hilaris
Thraulodes hilaris är en dagsländeart som först beskrevs av Eaton 1892.  Thraulodes hilaris ingår i släktet Thraulodes och familjen starrdagsländor. Inga underarter finns listade i Catalogue of Life.